# Orelletes

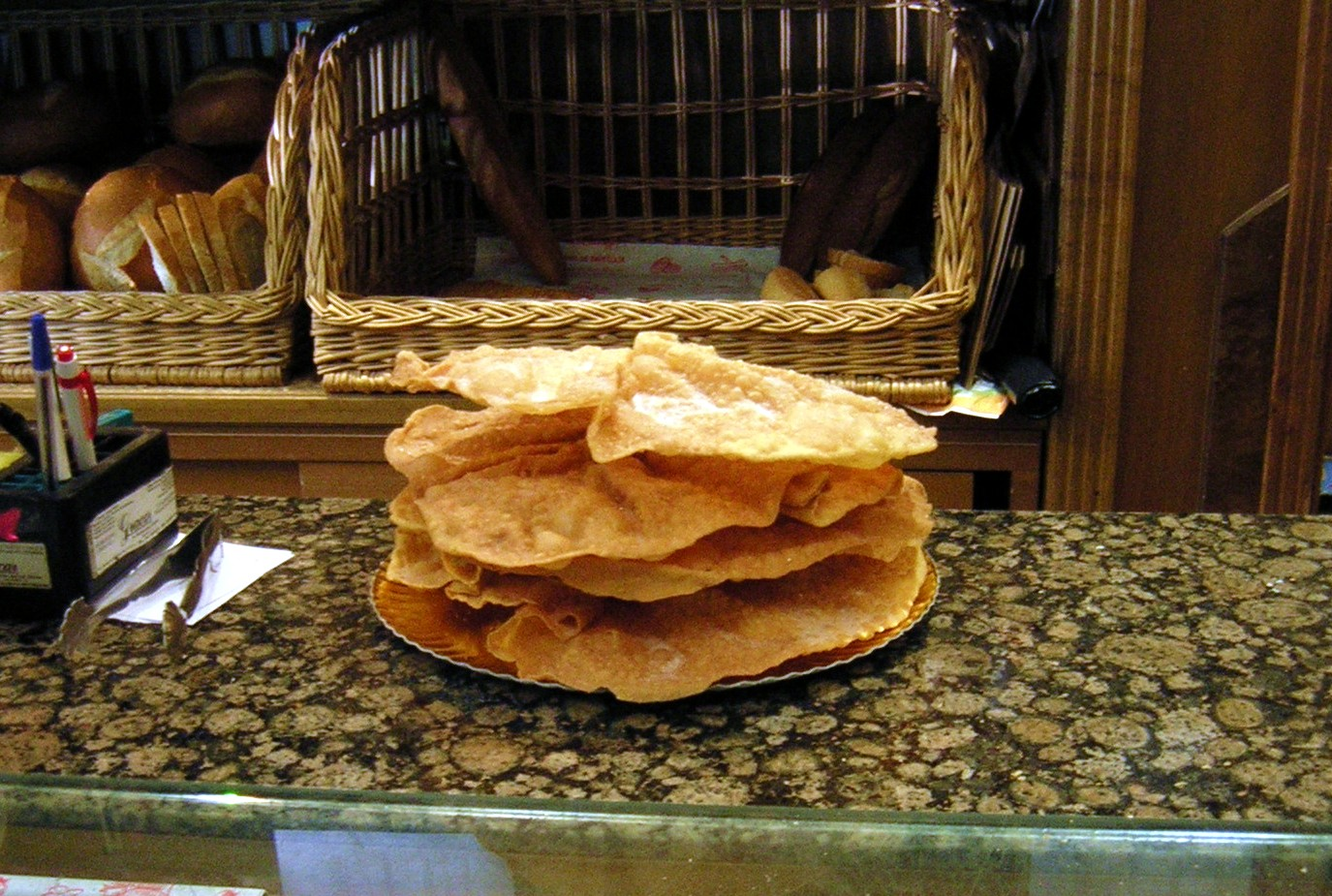
Plato con orejas

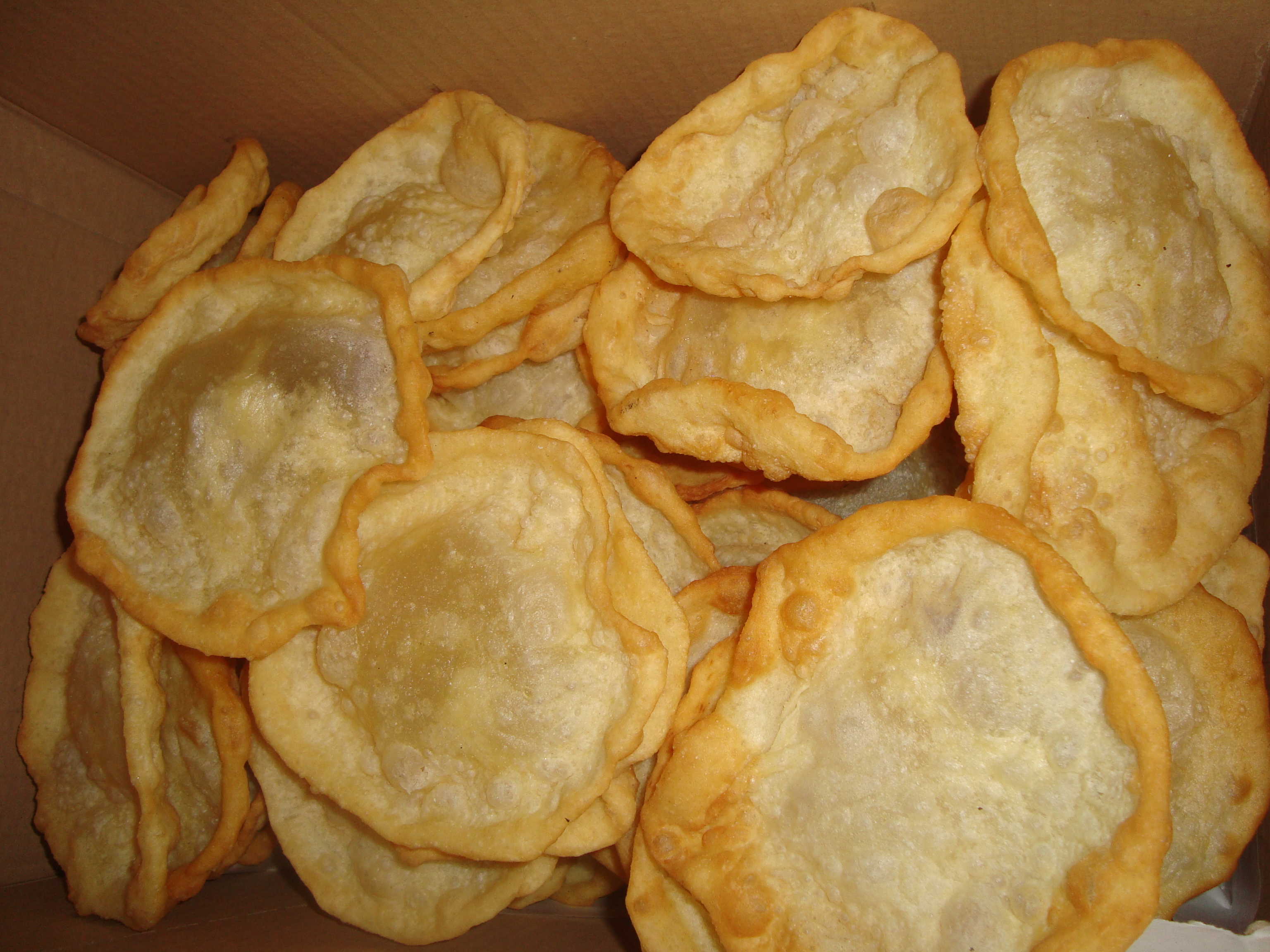
Alosetes (orelletes), gastronomía del Maestrazgo (Comunidad Valenciana)

Las orejas, orelletes (orejitas en valenciano/catalán) u orellas (orejas en gallego) son un postre típico español, especialmente de la comarca catalana de El Priorato, como ejemplo la localidad de Ulldemolins, en algunas zonas de Lérida y también se elaboran en la provincia de Valencia, en las Islas Baleares y en Galicia, son como un tipo de coca dulce con la forma de una oreja (orella en catalán/valenciano y gallego) de gran tamaño.
En Galicia es un postre típico de la época de Entroido (Carnaval). En cambio, en la Comunidad Valenciana es típico por la festividad de San José.

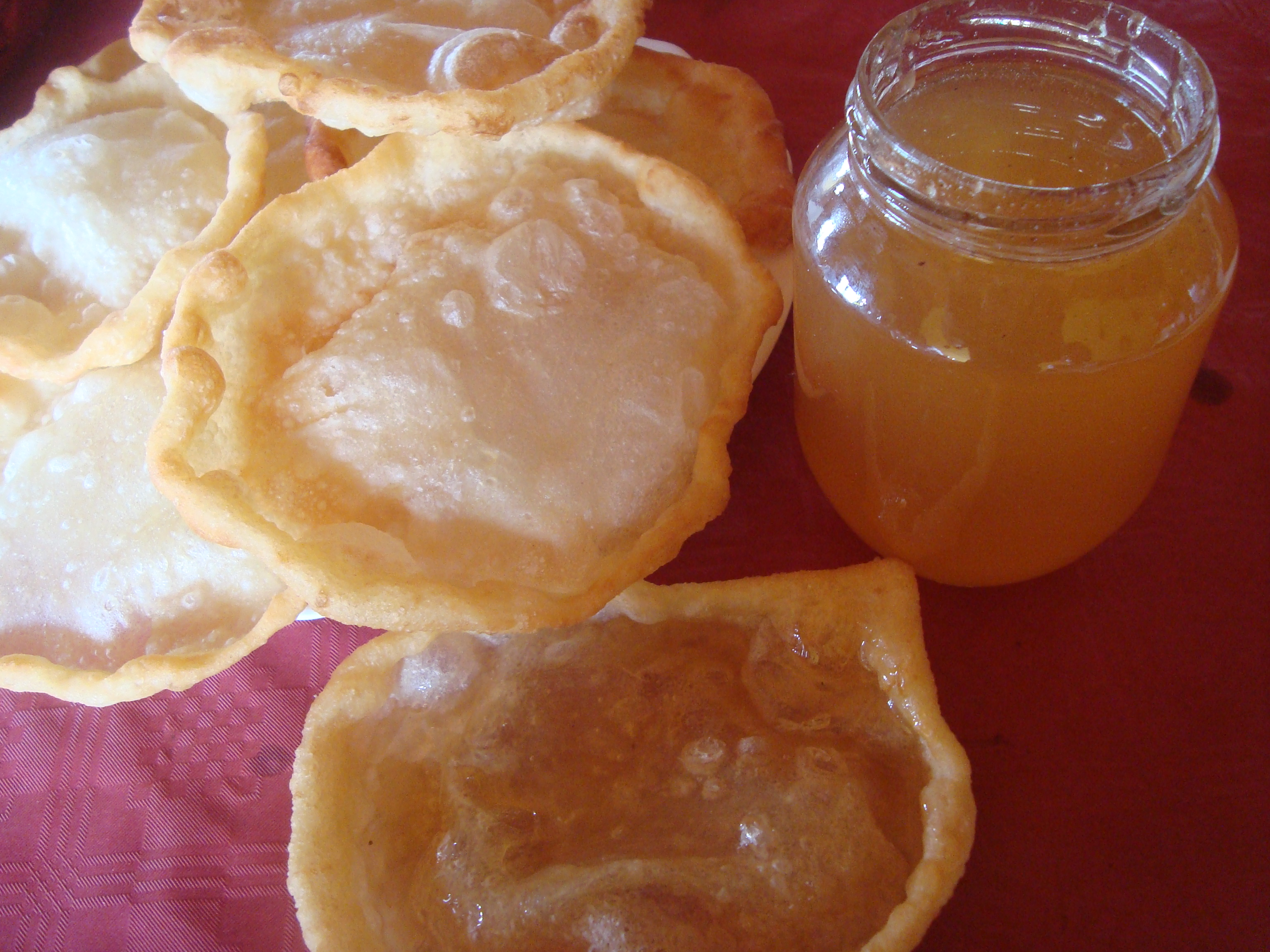
Alosetes con miel (Chert, Comunidad Valenciana)